# Idioma siksiká
El siksiká —ᓱᖽᐧᖿ, también conocido como pies negros o blackfoot— es la lengua nativa de las tribus de la nación pies negros, que vive en la provincia de Alberta (Canadá) y en el estado de Montana (Estados Unidos). Cuenta con cuatro variedades dialectales muy cercanas entre sí: el siksiká  propiamente dicho, el kainai y el aapáthosipikani, que se hablan en territorio canadiense, y el aamsskáápipikani, que se habla en territorio estadounidense. Hay además una diferencia entre la lengua de los hablantes mayores, llamada alto siksiká, y la de los más jóvenes, a la que se llama siksiká moderno. Entre las lenguas algonquinas, el siksiká tiene varias peculiaridades fonológicas y léxicas. Para escribir la lengua en Canadá a veces se emplea el silabario indígena adaptado al siksiká.

## Fonología

### Consonantes
El siksiká tiene diez consonantes. Ocho de estas consonantes se distinguen además entre largas y cortas, con excepción de /ʔ/ and /x/. Las consonantes velares tienen como alófonos a las palatales [ç] y [c] cuando son precedidas por vocales frontales.
|             | Labial | Labial | Alveolar | Alveolar | Velar | Velar | Glotal |
| ----------- | ------ | ------ | -------- | -------- | ----- | ----- | ------ |
| Oclusiva    | p      | pː     | t        | tː       | k     | kː    | ʔ      |
| Fricativa   |        |        | s        | sː       | x     | x     |        |
| Africada    |        |        | t͡s       | t͡sː      |       |       |        |
| Nasal       | m      | mː     | n        | nː       |       |       |        |
| Aproximante | w      | w      | j        | j        |       |       |        |

### Vocales
El sistema vocálico del siksiká consta de tres vocales, que son /i o a/, todas ellas pueden articularse como vocales largas con cambio en el significado de la enunciación.
|               | Anterior | Anterior | Central | Central | Posterior | Posterior |
| ------------- | -------- | -------- | ------- | ------- | --------- | --------- |
| Cerrada       | i        | iː       |         |         |           |           |
| Semicerrada   |          |          |         |         | o         | oː        |
| Vocal abierta |          |          | a       | aː      |           |           |

## Escritura
La escritura silábica, ᑯᖾᖹ ᖿᐟᖻ ᓱᖽᐧᖿ pikoni kayna siksika, fue creada por el misionero anglicano John William Tims por el año 1888. Aunque conceptualmente es casi idéntica a los silabarios cree occidentales, las formas de las letras son innovadoras. Dos series (s, y) fueron tomadas del cree pero teniendo en cuenta diferentes valores de vocales; tres más (p, t, m) se han cambiado en los valores de consonantes, así como se asemeja a la letra latina; y los otros (k, n, w) fueron creados a partir de piezas asimétricas de letras latinas y griegas; o en el caso de la consonante nula, posiblemente de la notación musical de la negra. La orientación de las letras latinas se utilizan para la serie e, después de los nombres de las letras latinas, pe, te, etc.
| Blackfoot | Origen latina |
| --------- | ------------- |
| ᑭ pe      | P             |
| ᒥ te      | T             |
| ᖼ ke      | K             |
| ᒋ me      | m             |
| ᖸ ne      | N             |
| ᖴ we      | digamma Ϝ     |

La dirección para cada vocal es diferente del Cree, reflejando el orden alfabético latino. La orientación del e se usa para el diptongo /ai/. Los símbolos para las consonantes se toman del símbolo consonante menos el tallo, excepto para los diptongos.
| C      | -a | -e | -i | -o | final |
| ------ | -- | -- | -- | -- | ----- |
| (none) | ᖳ  | ᖰ  | ᖱ  | ᖲ  |       |
| p-     | ᑫ  | ᑭ  | ᑯ  | ᑲ  | ᐤ     |
| t-     | ᒣ  | ᒥ  | ᒧ  | ᒪ  | ᐨ     |
| k-     | ᖿ  | ᖼ  | ᖽ  | ᖾ  | ᘁ     |
| m-     | ᒉ  | ᒋ  | ᒍ  | ᒐ  | ᐢ     |
| n-     | ᖻ  | ᖸ  | ᖹ  | ᖺ  | ᐡ     |
| s-     | ᓭ  | ᓯ  | ᓱ  | ᓴ  | ᔈ     |
| y-     | ᔦ  | ᔨ  | ᔪ  | ᔭ  | ᐟ     |
| w-     | ᖷ  | ᖴ  | ᖵ  | ᖶ  | ᐠ     |

Hay finales adicionales: alófonos ᑊ [h] y ᐦ [x], y tres medias: ᖿ} ksa, ᒣᐧ tsa, ᖿᑉ kya, ᖿ= kwa.
᙮ se usa como punto.